# Murbach
Murbach é uma comuna francesa na região administrativa de Grande Leste, no departamento Alto Reno. Estende-se por uma área de 6,66 km². Em 2010 a comuna tinha 164 habitantes (densidade: 24,6 hab./km²).